# Augusztus Oklahomában (film)
Augusztus Oklahomában (eredeti címén: August: Osage County) egy 2013-as amerikai fekete-komédia / dráma, melyet John Wells rendezett és Tracy Letts írt. A producerek George Clooney, Jean Doumanian, Grant Heslov.
Az Amerikai Egyesült Államokban, 2013. december 27-én mutatták be, Magyarországon 2014. január 16-án.
Főszereplői többek között Meryl Streep, Julia Roberts, Ewan McGregor, Chris Cooper, Abigail Breslin, Benedict Cumberbatch, Juliette Lewis, Margo Martindale, Dermot Mulroney és Julianne Nicholson.
A film kereskedelmi szempontból a bevétele jelentősen csekélyre sikeredett, viszont pozitív értékeléseket kapott a kritikusoktól. Sokan dicsérték a szereplőket és a forgatókönyvet, ám voltak olyanok, akik rendkívül hiányolták a filmbeli humorokat. Streepet és Robertset filmbeli teljesítményükért Oscar-díjra jelölték, mint a legjobb női főszereplő és a legjobb női mellékszereplő. A Metacritic oldalán a film értékelése 58% a 100-ból, ami 45 véleményen alapul. A Rotten Tomatoeson az Augusztus Oklahomában 64%-os minősítést kapott, 177 értékelés alapján.

## Szereplők
| Színész              | Szereplő           | 1. szinkron        | 2.szinkron         |
| -------------------- | ------------------ | ------------------ | ------------------ |
| Meryl Streep         | Violet Weston      | Bánsági Ildikó     | Kovács Nóra        |
| Julia Roberts        | Barbara Weston     | Tóth Enikő         | Tóth Enikő         |
| Ewan McGregor        | Bill Fordham       | Anger Zsolt        | Anger Zsolt        |
| Chris Cooper         | Charles Aiken      | Haás Vander Péter  | Kőszegi Ákos       |
| Abigail Breslin      | Jean Fordham       | Czető Zsanett      | Pekár Adrienn      |
| Benedict Cumberbatch | Kiss Charles Aiken | Simon Kornél       | Karácsonyi Zoltán  |
| Juliette Lewis       | Karen Weston       | Für Anikó          | Für Anikó          |
| Margo Martindale     | Mattie Fae Aiken   | Molnár Piroska     | Molnár Piroska     |
| Dermot Mulroney      | Steve Huberbrecht  | Mihályi Győző      | Schnell Ádám       |
| Julianne Nicholson   | Ivy Weston         | Kisfalvi Krisztina | Kisfalvi Krisztina |
| Sam Shepard          | Beverly Weston     | Fülöp Zsigmond     | Szokolay Ottó      |
| Misty Upham          | Johnna Monevata    | Tóth Szilvia       | Nádasi Veronika    |

## Forgatás
A forgatásra 2012. október 16. és december 8. között került sor ezekben a városokban: Bartlesville és Pawhuska, valamint Los Angeles, ezen kívül Oklahoma és Kalifornia államokban is vettek fel jeleneteket.

## A film zenéi
| 1.    | "Hinnom, TX"                                           | 3:50 |
| 2.    | "Last Mile Home"                                       | 4:34 |
| 3.    | "Lay Down Sally"                                       | 3:48 |
| 4.    | "Don't Let Go"                                         | 1:47 |
| 5.    | "The Kiss"                                             | 2:20 |
| 6.    | "The Stroke"                                           | 3:39 |
| 7.    | "Gawd Above"                                           | 3:34 |
| 8.    | "The Decision"                                         | 1:36 |
| 9.    | "Forward"                                              | 1:04 |
| 10.   | "Violet's Song"                                        | 3:51 |
| 11.   | "Can't Keep It Inside"                                 | 1:19 |
| 12.   | "End Credits"                                          | 4:55 |
| 13.   | "And Then They're Here"                                | 1:09 |
| 14.   | "Barb Balcony/Street Beater (aka Sanford & Son Theme)" | 2:15 |
| 39:41 |                                                        |      |

## Megjelenés
Világpremierjére a 2013-as Torontói Nemzetközi Filmfesztiválon került sor, 2013. szeptember 9-én, mielőtt még más városokban megjelent volna december 27-én. Ezt követően szélesebb körben, 2014. január 10-én jelent meg az Amerikai Egyesült Államokban, Magyarországon viszont január 16-án. A film Ausztráliában – január 1-jén jelent meg.

## Díjak és jelölések
- BAFTA-díj (2014) – Legjobb női mellékszereplő jelölés: Julia Roberts
- Golden Globe-díj (2014) – Legjobb női mellékszereplő jelölés: Julia Roberts
- Golden Globe-díj (2014) – Legjobb színésznő – zenés film és vígjáték kategória jelölés: Meryl Streep
- Oscar-díj (2014) – Legjobb női mellékszereplő jelölés: Julia Roberts
- Oscar-díj (2014) – Legjobb női alakítás jelölés: Meryl Streep